# منجنيق الشد
كان منجنيق الشد أو منجنيق الجر نوعًا من المنجنيق اُستخدم في الصين القديمة بدءًا من حقبة الممالك المتحاربة، ثم عبر أوراسيا في وقت لاحق بحلول القرن السادس الميلادي. على عكس مقذاف الثقل الموازن اللاحق، كان منجنيق الشد يعمل باستخدام حبال يسحبها البشر متصلة بمخل ومقلاع لإطلاق المقذوفات.
على الرغم من أن منجنيق الشد تطلب عددًا أكبر من الرجال للعمل، إلا أنه كان أيضًا أقل تعقيدًا وأسرع في إعادة التحميل من المنجنيق الروماني الذي يعمل باللي والذي حل محله في أوائل العصور الوسطى في أوروبا. عُوِّض في القرنين الثاني عشر والثالث عشر بمقذاف ذو الثقل الموازن واعتباره سلاحًا أساسيًّا للحصار.

## معرض صور

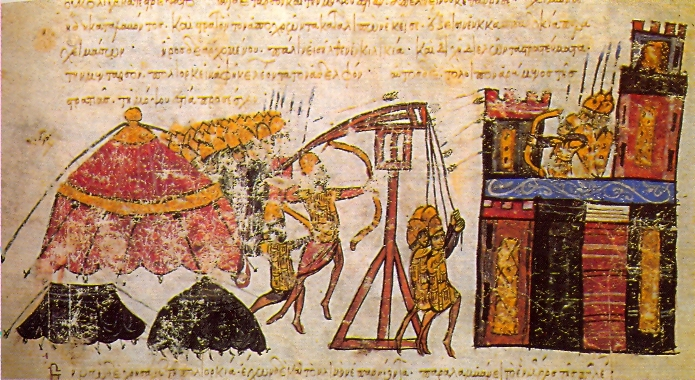
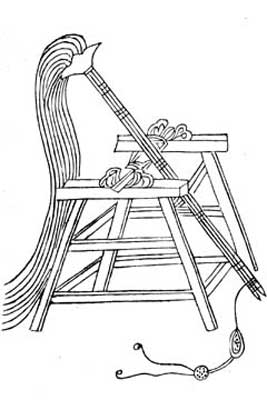
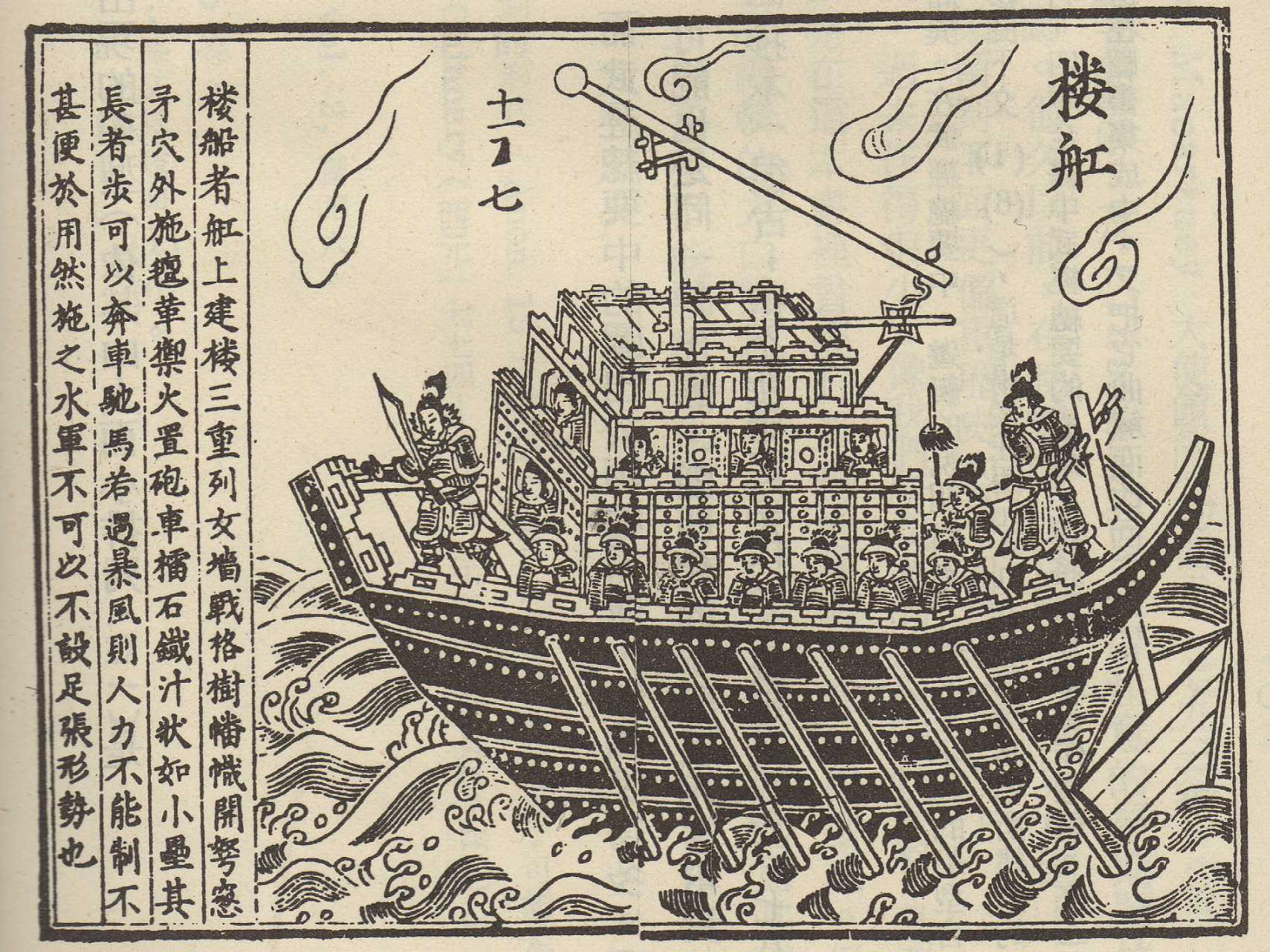
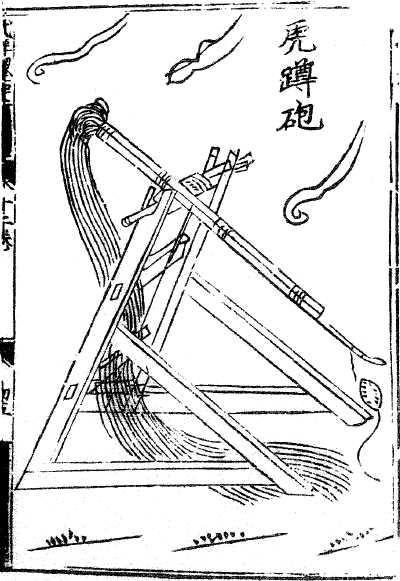
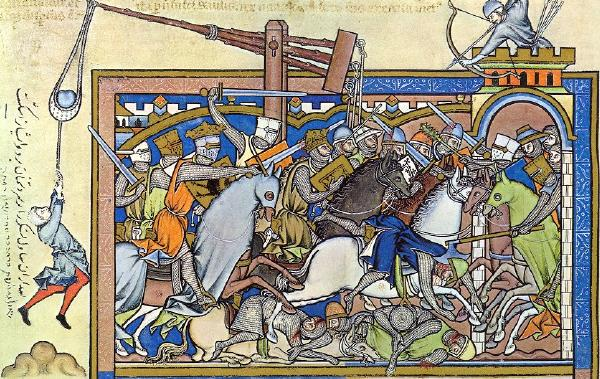
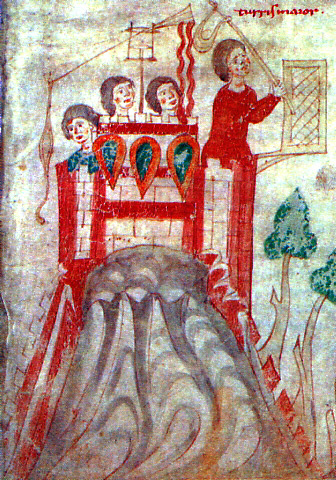